# Gabriel Trejo Paniagua
Gabriel Trejo Paniagua (Plasencia, 1562 — Málaga, 1630) foi um cardeal, arcebispo, professor universitário espanhol.
Nasceu e cresceu em Plasencia. Estudou na Universidade de Salamanca, no Colégio de Santiago, onde se doutorou em direito civil e em direito canónico.
Além da carreira académica — foi reitor da Universidade de Salamanca — ocupou diversos cargos na administração do reino. Foi ouvidor da Real Chancelaria de Valladolid, fiscal do Conselho das Ordens Militares, inquisidor e capelão-mor do Convento das Descalças Reais.
Por instâncias do rei Filipe III, o papa Paulo V nomeou-o cardeal em 16 de dezembro de 1615. Foi membro das Congregações Regulares do Índice, do Concílio e da Inquisição. Participo no conclave que elegeu o Papa Gregório XV. Este nomeou Gabriel Trejo arcebispo de Salerno.
Em 1627 foi nomeado bispo de Málaga, mas não ocupou o cargo. Após sérios confrontos com o Conde-duque de Olivares, este consegue obrigá-lo a ir residir para a sede da sua diocese em 1629. Chegou a Málaga a 16 de janeiro de 1630, vindo a morrer menos de um mês depois.